# Oxytropis boguschi
Oxytropis boguschi är en ärtväxtart som beskrevs av Boris Fedtjenko. Oxytropis boguschi ingår i släktet klovedlar, och familjen ärtväxter. Inga underarter finns listade i Catalogue of Life.